# Dipartimento francese d'America
Dipartimento francese d'America (in francese Département français d'Amérique o DFA) è un appellativo che si usa in riferimento alla totalità dei territori d'oltremare francesi in America, ossia Guadalupa, Martinica e Guyana francese, mentre da tale definizione sono esclusi i territori di Saint-Pierre e Miquelon, Saint-Martin e Saint-Barthélemy, che costituiscono invece altrettante Collettività d'oltremare.
L'espressione "dipartimento francese d'America" viene utilizzata la prima volta nella legge LOOM (loi d'orientation pour l'outre-mer, "legge d'orientamento per l'oltremare") del 13 dicembre 2000, inizialmente intesa come da applicarsi a tutti dipartimenti d'oltremare, ma successivamente con l'emendamento Virapoullé l'isola della Riunione decise di dissociarsi dalla LOOM adottando invece il Diritto comune francese.
Tale legge decretò l'istituzione di congressi dipartimentali e regionali nei territori, e con la modifica costituzionale del 28 marzo 2003 poterono essere organizzati (e svolti il 7 dicembre dello stesso anno) dei referendum locali a Guadalupa, Saint-Martin, Saint-Barthélemy, oltre che in Martinica e Guyana francese, aventi come oggetto il parere della popolazione circa la creazione di un'assemblea unica dei territori che andasse a sostituire quelle regionali e dipartimentali: mentre a Saint-Martin e Saint-Barthélemy prevalsero i "sì" (rispettivamente 95,51% e 76,17% del totale), accettando di fatto di separarsi dal dipartimento di Guadalupa e a divenire collettività d'oltremare, Guadalupa stessa e Martinica si schierarono per il "no" (rispettivamente 72,98% e 50,48% del totale), così come la Guyana.
Il progetto di creazione di un unico dipartimento francese d'America venne rinviato sine die, lasciando i tre DOM con una doppia rappresentazione esecutiva, ma senza autonomia legislativa: per la Guyana e la Martinica la legge numero 2011-884 del 27 luglio 2011 ha definito l'istituzione nel marzo 2014 di una collettività territoriale unica, termine poi esteso al 2015 in seguito a una nuova legge del 17 maggio 2013 che ha prolungato di un anno il mandato dei consigli regionali e di quelli generali dei due dipartimenti.